# Belinda Cowling
Pour les articles homonymes, voir Cowling.
Belinda Cowling, est une biochimiste et directrice de recherches australienne, spécialiste des myopathies et des maladies rares.
En 2019, elle reçoit le Prix Irène-Joliot-Curie dans la catégorie Parcours femme entreprise.

## Biographie
Belinda Cowling soutient sa thèse de doctorat en biochimie et biologie moléculaire sur la physiologie et la physiopathologie des muscles en 2008 sous la direction de Christina Mitchell à l'Université Monash. Elle effectue ses travaux de recherches postdoctorales en France à l'Institut de génétique et de biologie moléculaire et cellulaire dans l'équipe de Jocelyn Laporte. En 2014, elle entre à l'INSERM en tant que chargée de recherche. Elle travaille sur le rôle de la dynamine 2 dans le muscle normal et pathologique et sur la diminution de son expression. En 2015, elle décroche l'habilitation universitaire. En 2018, elle est nommée directrice de la recherche de Dynacure. Ses travaux visent à développer des traitements contre les myopathies centronucléaire, les myopathies congénitales myotubulaires et d'autres maladies rares. 
En mars 2019, elle fait partie des chercheurs de l'Inserm et de l’Institut de génétique et de biologie moléculaire et cellulaire qui ont trouvé comment la myotubularine (en), protéine déficitaire dans la myopathie myotubulaire, interagit avec l'amphiphysine 2 (en) et proposent de cibler cette dernière pour traiter les patients.

## Distinctions
- 2019 : 
  - Prix Irène-Joliot-Curie dans la catégorie Parcours femme entreprise[6]
  - Prix scientifique Les espoirs de l'Université de Strasbourg